# Partido de los Derechos Civiles (Corea del Sur)
El Partido de los Derechos Civiles (en coreano: 민정당;translit: Minjeongdang) fue un partido político que existió en Corea del Sur entre 1963 y 1965, durante la época de la Tercera República. Tras su fundación el 28 de junio de 1963, como sucesor del antiguo Partido Democrático, presentó a Yun Bo-seon en las elecciones presidenciales de 1963, perdiendo por un estrecho margen ante Park Chung-hee, del Partido Democrático Republicano. En las elecciones legislativas se convirtió en la segunda mayor fuerza del parlamento al recibir 41 escaños. El 11 de mayo de 1965, se unificó con el Partido Liberal Democrático para fundar el Nuevo Partido Democrático.